# William Fetter

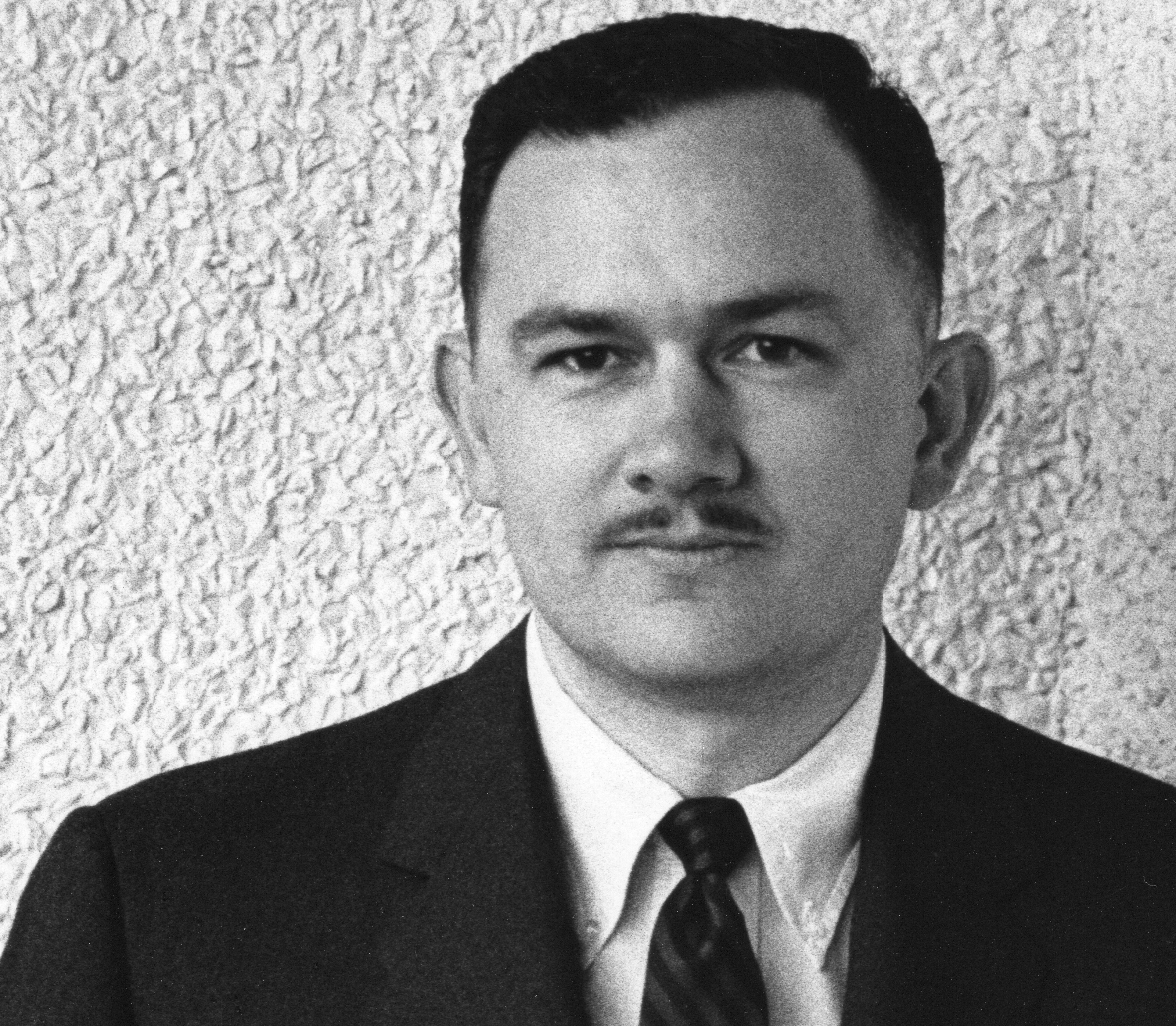
William Alan Fetter (1963)

William Alan Fetter (auch Bill Fetter; * 14. März 1928 in Independence; † 23. Juni 2002 in Bellevue) war ein US-amerikanischer Grafikdesigner und Pionier der Computergrafik. Fetter erforschte ab 1959 die perspektivischen Grundlagen zur Computeranimation von menschlichen Figuren. Er war der Erste, der 1964 eine menschliche Figur als 3D-Computer-Modell für die Computeranimation in Filmen erschuf. Als First Man, Boeing Man und heute als BOEMAN von dem Unternehmen Boeing bezeichnet, bevorzugte Fetter den Begriff Human Figure für den Flugzeugpiloten. Im Team mit Verne Hudson prägte er 1960 den Begriff Computer Graphics. Er war damals Artdirector bei der Boeing Company in Wichita.

## Leben
William A. Fetter besuchte die Schule in Englewood und graduierte 1945 an der Northeast Highschool in Kansas City. Er studierte an der Universität Illinois, wo er 1952 ein BA als Grafikdesigner erhielt. Seine berufliche Karriere startete er während des Studiums bei der University of Illinois Press (UIP), einem US-amerikanischen Universitätsverlag. Er war dort von 1952 bis 1954 beschäftigt. Bereits damals dachte er an den Einsatz von Computern als Hilfsmittel für seine Arbeit als Grafikdesigner. Er schrieb 1966:

„The need for a computer to simplify certain graphic procedures first became evident to me at the University of Illinois Press Art Division, when I had to design and render an illustrated title page for „Space Medicine“.
Die Notwendigkeit, einen Computer für die Vereinfachung grafischer Verfahren zu nutzen, wurde mir zum ersten Mal klar, als ich für die Universität of Illinois Press Design-Abteilung eine Titelseite zu "Raumfahrtmedizin" (Space Medicine) entwerfen und illustrieren musste.“

1954 wurde er Artdirector des Magazins Family Weekly in Chicago. Wie er im Artikel Computer Graphic at Boeing im Magazin Print schrieb, war er damals daran interessiert, ein Computerprogramm zu entwickeln, das die Gestaltung des Magazins in der Schlussphase vereinfachen sollte. Zusammen mit einem Computermanager arbeitete er an der Entwicklung eines Programmes. Bevor die Entwicklung abgeschlossen werden konnte, akzeptierte Fetter 1959 einen Arbeitsvertrag als Artdirector von Boeing in Wichita.

## Computergrafik

### Wortbildung
In 1960, when „we“ at boeing coined the term Computer Graphics,... - Als „wir“ 1960 den Begriff Computer Graphics prägten, schrieb Fetter 1966 im Magazin Print auf Seite 29. In dem Artikel spricht er auch über das Team, das beteiligt war. Im Laufe der Zeit wurde immer wieder und überall geschrieben, dass Fetter den Begriff als Erster prägte (coined). Er erkannte später die Notwendigkeit, unmissverständlich klarzustellen, dass sein Vorgesetzter Verne L. Hudson das Wort als Erster des Teams nutzte. Inzwischen wird auch von Boeing Verne L. Hudson als der Erste bezeichnet, der diesen Begriff prägte.
Martin Fox, Herausgeber des Magazins Print, erklärte 1966 im Editorial der Spezialausgabe The Designer and the Computer seinen Lesern den semantischen Unterschied der Worte Graphics und Design, wie traditionelle Grafiker und Designer die Worte im Vergleich zur Generation der Computer Graphics Designer nutzen und verstehen.

### Computer Graphics
Seit Anfang 1950 war die Entwicklung zum Steuern von Maschinen mit Computer in der industriellen Produktion erfolgreich. Ab Mitte der 50er-Jahre begann die Entwicklung von CAD-Programmen für 2D- und 3D-Produktionszeichnungen in den Industrien. Fetter wurde von Boeing 1959 als Artdirektor der CAD-Abteilung eingestellt, um als Kreativer neue Ideen zur Herstellung von 3D-Zeichnungen zu erforschen. Er erstellte ein neues Konzept zum Zeichnen von Perspektiven. Unterstützt von Walter Bernhardt, Assistent Professor für Angewandte Mechanik an der Wichita State University, Kansas, wurden seine Ideen erfolgreich in mathematische Formeln umgesetzt. Diese wurden anschließend von Programmierern in den Computer eingegeben. Fetter war der Teamleiter (Supervisor) dieser Gruppe. Aufgrund des Erfolges der ersten Versuche wurde im November 1960 ein Forschungsprogramm von Boeing gestartet. Fetter war der Manager des Projekts. Das Ergebnis der Forschungen wurde im November 1961 als Planar Illustration Method and Apparatus zum US-Patent angemeldet und als Patent 1970 mit der Nummer 3,519,997 erteilt. Im Magazin Architectural Record, Januar 1965, wird beschrieben, wie Fetter als Grafiker im Team mit Ingenieuren und Programmieren arbeitete, um die Computergrafiken zu erstellen.

„Mr. Fetter, who is a graphic artist and not a mathematician, achieved the results he desired by describing the process of perspective drawing on a chalk board, and letting others write a computer program for the mathematically equivalent operations.
Herr Fetter, der ein Grafiker und kein Mathematiker ist, erreichte die Resultate, in dem er auf einer Kreidetafel die zu erzielende Perspektivzeichnung darstellte. Andere schrieben die erforderlichen mathematischen Operationen für die Computerprogramme.“

Die Forschungsabteilung wurde 1963 von Wichita nach Seattle verlegt und Fetter wurde der Manager der dort neu gegründeten Computer Graphics Group von Boeing.

### Human Figure
Berühmt wurde Fetter durch die Kreation der ersten Human Figure in einer Serie von Computergrafiken eines Flugzeugpilotens. In dem bereits erwähnten Artikel im Magazin Print beschrieb er die Entwicklung der Computer Graphics und der Human Figure bei Boeing. Dabei erwähnte er auch die Notwendigkeit, dass ein Team von guten Mitarbeitern dazu erforderlich sei. Es war von Beginn an das Ziel der Computer Graphics Group, den Piloten als Animation in Filmen einzusetzen. Die Arbeit begann 1964 und ab 1966 wurde die Human Figure auf Konferenzen und bei Vorträgen von Fetter präsentiert. Bei den Vorträgen wurde ab 1966 auch der Film SST Cockpit Visibility Simulation gezeigt.
Die erste Human Figure, die er mit einem Computer für einen Film schaffte, war allerdings der Landing Signal Officer auf einem Flugzeugträger CV A-59. Er wurde in einem kurzen CV A-59 Film gezeigt. Die Figur war aber nur eine Silhouette und nicht so detailliert ausgearbeitet, wie der First Man. Fetter veröffentlichte im November 1964 in seinem Buch Computer Graphics in Communication im Kapitel Aircraft Carrier Landing Depiction dazu Bilder.

## The Portland E.A.T. Group
1965 wurde Fetter zu einem Treffen in den Bell Telephone Laboratories, Murray Hill, New Jersey eingeladen, wo er der Einzige mit einer Ausbildung in Graphik und Kunst war. Teilnehmer des Treffens waren Ken Knowlton und Ed Zajac von den Bell Laboratories und andere, die an der Weiterentwicklung von Computerfilmen forschten. Bei den Reisen nach New York City lernte er die E.A.T. Gruppe kennen und wurde ein aktives Mitglied. Die Kontakte zu der Bewegung Experiments in Art and Technology (E.A.T.) inspirierten ihn 1968 dazu, mitzuhelfen das Pacific Northwest chapter der Bewegung Experiments in Art and Technology (E.A.T.) zu gründen. Bei der Gründungsveranstaltung zeigten Fetter und Hans Graf den Film Sorcerer’s Apprentice.

## Ab 1969
Nach Beendigung seiner Tätigkeit bei Boeing war er von 1969 bis 1970 Vizepräsident der Graphcomp Sciences Corporation in Kalifornien. An der Southern Illinois University, Carbondale, begann er 1970 zu lehren und seine Forschungen weiterzuführen. Er war dort zwei Jahre Leiter der Abteilung Design. 1977 wurde er Direktor für Forschung am Southern Illinois Research Institute (SIRIUS) in Bellevue.
Durch eine Vereinbarung mit der Boeing Company und Computer Graphics, Inc., konnte Fetter 1970 die First Man Daten für einen 30-Sekunden-TV-Spot einsetzen. Dazu wurden zusätzlich die Bewegung der Lippen animiert, um sich synchron zum Text zu bewegen. Möglicherweise war es der erste Einsatz einer simulierten menschlichen Figur im TV.

## Ausstellungen
Die Landmark-Ausstellungen zwischen August 1968 und August 1969 waren in London, New York City und in Zagreb zu sehen. In Zagreb fand zu den beiden Ausstellungen jeweils ein internationales wissenschaftliches Symposium statt. Eine weitere Ausstellung mit Konferenz war in Berlin. Die Ausstellung Cybernetic Serendipity in London erhielt im Laufe der Jahre in der Sekundärliteratur die meiste Beachtung. Es ist heute abhängig von der Nationalität sowie der akademischen Ausbildung und Forschung des Betrachters, welche der drei für ihn die Bedeutendste ist. Kritische Stimmen zur Ausstellung in London gab es bereits 1968. Die Human Figure von Fetter war in allen Ausstellungen als Boeing Man zu sehen. Im Katalog zu Cybernetic Serendipity wird nur The Boeing Computer Graphics organisation als Urheber erwähnt.

### 1968 Ausstellungen
- Cybernetic Serendipity: The Computer and the Arts., London, Institute of Contemporary Art.
- On the Path to Computer Art., MIT, und TU Berlin, Berlin.
- Some More Beginnings: An Exhibition of Submitted Works Involving Technical Materials and Processes., E.A.T., New York, Brooklyn Museum.

### 1969 Ausstellungen
- Tendencija 4, „Computers and Visual Research“ galerija suvremene umjetnosti, Galerie für zeitgenössische Kunst, Zagreb
- Computerkunst-On the Eve of Tomorrow, Galerie Kubus, Hannover. Danach in München, Hamburg, Oslo, Brüssel, Rome und Tokyo.
- 1989: 25 Jahre Computerkunst – Grafik, Animation und Technik. BMW Pavillon, München
- 2007: Ex Machina - Frühe Computergrafik bis 1979: Herbert W. Franke zum 80. Geburtstag. Kunsthalle Bremen, Bremen
- 2007: bit international: [Nove] Tendencije - Neue Galerie Graz - Universalmuseum Joanneum, Graz
- 2008: Bit International, (Nove) tendencije, 1961 bis 1973. Zagreb, In: ZKM, Medienmuseum, Karlsruhe
- 2009: Digital Pioneers. Victoria & Albert Museum, London
- 2015: Galerija suvremene umjetnosti, Galerie für zeitgenössische Kunst, Zagreb
- 2015: Tendenzen 4, Computer und Visuelle Forschung. ZKM, Karlsruhe

#### Anmerkung
Die Ausstellung Some More Beginnings, 1968, war ein Projekt der Gruppe Experiments in Art and Technology (E.A.T.), der Fetter angehörte, und wurde von ihr organisiert. Die Ausstellung wird selten erwähnt, aber inzwischen wurde ihre Bedeutung für die Computerkunst wiederentdeckt.

## Werke
- Human Figure

### Buch
- Computer Graphics in Communication, New York, Verlag McGraw-Hill, 1964.

### Artikel
- The Art Machine. In: The Journal of Commercial Art & Design. Vol. 4, No. 2, Feb. 1962, S. 36.
- Computer Graphics. In 1967 University of Illinois Conference Emerging Concepts in Computer Graphics, edited by Don Secrest and Jurg Nievergelt. W. A. Benjamin Inc., 1968, S. 397–418.
- A Computer Graphics Human Figure System Applicable to Biostereornetrics. CAD J. Fourth Int’l Con/. and Exhibition on Computers in Engineering and Building Design,IDC Science and Technology Press, Guildford, SurT!Y, England, 1980, cover und S. 175–179.
- A Computer Graphics Human Figure System Applicable to Kineseology. ACM Special Interest Group on Design Automation Newsletter, Vol. No. 2 of 3 (late issue), June 1978, S. 3–7.
- A Progression of Human Figures Simulated by Computer Graphics. PROCEEDINGS, SPIE, Volume 166, NATO Symposium on APPLICATIONS OF HUMAN BIOSTEREOMETRICS. July 9-13 1978 Paris France.
- Wide Angle Displays for Tactical Situations. Proc. US Army Third Computer Graphics Workshop, Virginia Beach, Va., Apr. 1981, S. 99–103. II.
- Bui-Tuong Phong: Illumination for Computer Generated Images. Comm. ACM, Vol. 18, June 1975, S. 311–317.
- Progression of Human Figures Simulated by Computer Graphics. IEEE Computer Graphics and Applications, 1982, Vol. 2, No. 9, S. 9–13.